# Bagno (wieś w województwie warmińsko-mazurskim)
Bagno (niem. Ludwigslust) – wieś w Polsce, położona w województwie warmińsko-mazurskim, w powiecie nowomiejskim, w gminie Nowe Miasto Lubawskie.
| SIMC    | Nazwa     | Rodzaj    |
| ------- | --------- | --------- |
| 1045766 | Orłowo    | część wsi |
| 1046040 | Szaleniec | część wsi |

W latach 1975–1998 wieś administracyjnie należała do województwa toruńskiego.